# ERepublik
eRepublik este un joc pentru calculator bazat pe Browser de tip MMORPG.
Este un joc de strategie politică, economică și militară.
eRepublik.com a fost lansat în noiembrie 2007 de către antreprenorul George Lemnaru, cu o finanțare de 200 000 de euro din partea lui Alexis Bonte.
Compania eRepublik Labs a fost înființată în anul 2007 și are sediul la Dublin, Irlanda.
De-a lungul timpului, eRepublik Labs a primit mai multe runde de finanțare, în valoare de 2,75 milioane euro din partea unor investitori precum Brent Hoberman, Stefan Glaenzer, Mihai Crasneanu, Alexandre Almajeanu, Diego Meller, Philippe Seignol și AGF Private Equity.
În ianuarie 2010 a ajuns la 1 milion de utilizatori, dintre care 329 000 accesează regulat această aplicație.
În ianuarie 2009 avea mai puțin de 50 000 de jucători activi.
În august 2012 avea mai aproximativ 230 000 de jucători activi